# Alieu Kosiah
Alieu Kosiah (nascido em 3 de março de 1975 em Ganta, condado de Nimba, Libéria) é um ex-comandante da facção Movimento Unido de Libertação da Libéria para a Democracia (ULIMO), um grupo rebelde que participou da Primeira Guerra Civil da Libéria (1989-1996) que lutou contra a Frente Patriótica Nacional da Libéria, liderada por Charles Taylor. Após a guerra, Kosiah mudou-se para a Suíça, onde obteve residência permanente.
Em 10 de novembro de 2014, as autoridades suíças prenderam Kosiah em conexão com acusações de que estava envolvido em assassinatos em massa em partes do condado de Lofa, na Libéria, de 1993 a 1995. Várias vítimas liberianas apresentaram queixas criminais contra ele, quatro delas representadas por Alain Werner, diretor da ONG suíça Civitas Maxima. Kosiah foi acusado de ordenar massacres de civis, estupros e outras atrocidades no norte da Libéria durante a primeira guerra civil do país.
Foi condenado na Suíça, em 18 de junho de 2021, a 20 anos por crimes como assassinato, estupro e canibalismo; sendo o primeiro liberiano a ser condenado em conexão com a guerra civil. Em 11 de janeiro de 2023, teve início um julgamento para recurso das 22 condenações por crimes de guerra.
A 1 de junho de 2023, Alieu Kosiah foi considerado culpado de crimes contra a humanidade e setenciado a 20 anos de prisão em primeira instância.